# مرتضی عابدی
مرتضی عابدی (زاده ١٣٧٠-اراک) یک بازیکن بسکتبال با ویلچر اهل ایران است.
مرتضی عابدی همسر سمیرا خالقی ملی پوش زنجانی تیم والیبال نشسته ایران است. 

## افتخارات
- نشان برنز بازی‌های پاراآسیایی ۲۰۱۴ به میزبانی اینچئون، کره جنوبی[۲][۳][۴]